# Caprese Michelangelo
Caprese Michelangelo är en kommun i provinsen Arezzo i regionen Toscana i Italien. Kommunen hade 1 410 invånare (2018).

## Kända personer från Caprese Michelangelo
- Michelangelo Buonarroti